# Noc w Lizbonie
Noc w Lizbonie – powieść niemieckiego pisarza Ericha Marii Remarque’a z 1962 r. Tytuł oryginalny – Die Nacht von Lissabon. 
W języku polskim ukazała się po raz pierwszy w 1964 r., w tłumaczeniu Aleksandra Matuszyna, następnie wielokrotnie wznawiana w tym i w innych przekładach.

## Fabuła
Początek drugiej wojny światowej. Wrogowie Trzeciej Rzeszy muszą jak najszybciej uciekać z Europy, lecz większość dróg ucieczki jest już zamknięta. Akcja powieści rozgrywa się pewnej nocy w Lizbonie, ostatniej bramie do wolnego świata. Stojący w porcie uciekinier bezsilnie wpatruje się w statek, który następnego dnia ma popłynąć do Ameryki. Jego na nim nie będzie. Nagle jednak podchodzi do niego człowiek, który chce mu oddać swoje bilety na ten rejs. Pod warunkiem, że wysłucha jego opowieści.
Noc w Lizbonie to ostatnia powieść Remarque’a wydana za życia autora i kolejny dowód jego wielkiego talentu narracyjnego.